# 야오야오
요요(瑤瑤, 1990년 7월 18일 ~ )는 타이완의 가수이자 배우로, 본명은 곽서요(郭書瑤)이다.

## 음반 목록
정규 음반
- 2010년: Honey

미니 앨범
- 2009년: 애적포포
- 2010년: 난난수

싱글
- 2012년: 애적고백

OST
- 2019년 《장난스런 키스》 OST - I Belong to You

## 출연 작품

### 드라마
- 2010년 TTV 《예아달》 - 예건국 역
- 2010년 CTV 《아허아적형제·은》- 사공 역
- 2011년 STV 《33고사관-Yo천사》 - 맹요 역
- 2011년 TTV 《소자녀해향전충》 - 류우락 역
- 2012년 SET 《애상교극력》 - 홍희혜 역
- 2013년 TTV 《김대화적화려모험》 - 아희 역
- 2013년 DFMV 《료재사지야차국》 - 추용 역

### 영화
- 2012년 《남방소양목장》 - 포포 역
- 2013년 《지기》 - 이춘영 역
- 2019년 《장난스런 키스》 - 간호사 역 (특별출연)

### MC
- 2008년 CTV 《수위유세왕》
- 2009년 GTV 《단시우하내》
- 2009년 ETTV 《김계정차》
- 2010년 CTV 《아시아시아시시시》(2010년 1월 16일 ~ 2010년 7월 3일)
- 2011년 채널 V 《V News》

### 뮤직비디오
- 2010년 《Jiggy》- F.CUZ
- 2010년 《애아한아》- 오극군

### 광고
- 2008년 야후!기마 전완빈도 대언미소녀
- 2009년 삼십수위과기 직결유희《살Online》
- 2009년 진구미식품「백마마력항」제신윤료
- 2009년 야후!기마 장호안전빙증
- 2009년 진먼 현 신전돈서과문화절대언
- 2009년 175공사 직결유희《MKZ-군혼》
- 2010년 세븐일레븐 ibon계통